# 行政手続条例
行政手続条例（ぎょうせいてつづきじょうれい）とは、行政手続法第46条の規定に基づき、行政運営における公正の確保と透明性の向上を図るための必要な措置として制定される地方公共団体の条例である。
地方公共団体の機関が行う手続（申請に対する処分、不利益処分、行政指導、届出及び命令等制定手続）に関するルールの明確化を目的としている。

## 概要
行政手続法第2章から第6章までの規定は、地方自治の尊重を図るため、地方公共団体の機関がする処分及び行政指導、地方公共団体の機関に対する届出並びに地方公共団体の機関が命令等を定める行為については適用されない(行政手続法第3条第3項)。
そのため、地方公共団体は、行政手続法第3条第3項において同法第2章から第6章までの規定を適用しないこととされた処分、行政指導及び命令等の制定に関する手続について、同法の規定の趣旨(同法第1条参照)にのっとり、行政運営における公正の確保と透明性の向上を図るため必要な措置を講ずるよう努めなければならないとされている(行政手続法第46条)。

## 関連書籍
- 出口裕明『行政手続条例運用の実務』学陽書房、1996年。ISBN 9784313312197。